# Chemická galaxie
Chemická galaxie je nová reprezentace periodické soustavy prvků vytvořená Philipem Stewartem, lépe známá v tabulkové podobě periodické tabulky, založené na cyklické povaze vlastností chemických prvků (které závisí zejména na valenčních elektronech). Ještě předtím, než Dmitrij Mendělejev vytvořil první uspokojivou tabulku, používali chemici spirální reprezentaci periodické soustavy, a to od té doby pokračuje, ale tyto měly obvykle kruhový obrys.
John Drury Clark byl první, kdo představil spirálu s oválným obrysem. Jeho návrh byl použit jako živá barevná dvoustránková ilustrace v časopise Life 16. května 1949. V roce 1951 namaloval umělec Edgar Longman velkou nástěnnou malbu, přizpůsobil obraz z Life tím, že vytvořil eliptický tvar, který naklonil k vytvoření dynamického efektu. To inspirovalo Stewarta, tehdy 12 let starého, k lásce k chemii. Po přečtení knihy Freda Hoylea Původ vesmíru měl představu, že Longmanův design připomíná spirální galaxii. K této myšlence se vrátil o mnoho let později a publikoval první verzi své "galaxie" v listopadu 2004. Jeho design se snaží vyjádřit vazbu mezi naprosto nepatrným světem atomů a rozlehlostí hvězd, uvnitř kterých byly prvky vytvořeny, což jako první prokázal právě Hoyle.
Chemická galaxie je primárně zaměřena na vzbuzení zájmu o chemii u nechemiků, zejména mladých lidí, ale přesto vědecky věrně informuje o vztazích mezi prvky a má výhodu nad tabulkou, že není rozdělena souvislou sekvencí prvků. Revidovaná verze Chemická galaxie II, zavádí nový systém inspirovaný Michaelem Laingem pro barvení lanthanoidů a aktinidů, aby vynikly paralely s přechodnými kovy. Návrh byl přeložen do digitální podoby Carlem Wenczekem z Born Digital Ltd.